# Verka Serduchka
Andriy Mykhailovych Danylko (tiếng Ukraina: Андрі́й Миха́йлович Дани́лко; sinh ngày 2 tháng 10 năm 1973), nổi danh hơn với nhân vật drag Verka Serduchka (tiếng Ukraina: Вє́рка Сердю́чка, IPA: [ˈʋʲɛrkɐ serˈdʲutʃkɐ]IPA: [ˈʋʲɛrkɐ serˈdʲutʃkɐ]IPA: [ˈʋʲɛrkɐ serˈdʲutʃkɐ]; tiếng Nga: Ве́рка Сердю́чка, [ˈvʲerkə sʲɪrˈdʲʉtɕkə]), là một diễn viên hài, diễn viên và ca sĩ người Ukraina. Anh đã đại diện cho Ukraina dự thi Eurovision Song Contest 2007; với bài hát "Dancing Lasha Tumbai", Verka kết thúc cuộc thi ở vị trí thứ hai. Anh đã bán ra hơn 600.000 đĩa nhạc. Anh còn xuất hiện trong các tác phẩm điện ảnh, nổi bật nhật là vai khách mời (vai chính mình) trong bộ phim hài Spy (2015) của Mỹ.

## Thân thế
Andriy Mykhailovych Danylko sinh ngày 2 tháng 10 năm 1973 trong một gia đình lao động ở Poltava. Mẹ anh, bà Svitlana Volkova, xuất thân từ gia đình quý tộc Khomentovsky, họ là bạn của nghệ sĩ Ilya Repin. Năm 1980, tức năm lên bảy tuổi, anh mất cha vì ung thu phổi. Từ bé, anh đã có năng khiếu vẽ và âm nhạc, rồi anh đăng ký vào trường nghệ thuật vào năm 1984. Tài năng của anh còn được thể hiện ở những bộ môn khác: anh là đội trưởng đội thể thao trường KVN, thi đấu ở vị trí schoolboy cho đội CPTU số 30 và biểu diễn hàng năm trên sân khấu trong trại hè cho thiếu nhi. Ngoài ra, anh hứng thú với kịch nghệ và đăng ký vào một studio kịch địa phương năm lên lớp bảy; tại đây, anh tham gia vào một studio có tên Grotesque và là thành viên của nhóm kịch Compote. Năm 1991, anh tốt nghiệp Trường trung học Poltava số 27, rồi sau đó tốt nghiệp Trường cao đẳng nghệ thuật xiếc và tạp kỹ quốc gia Kyiv.

## Sự nghiệp

### Đầu sự nghiệp
Năm 1990, Danylko bắt đầu sáng tạo ra nhân vật Verka Serduchka - một người phụ nữ trung niên vận đồ sặc sỡ từ một gia đình nông thôn, làm nhân viên trên toa ngủ của tàu hỏa. Anh thể hiện Serduchka trước công chúng lần đầu trong một cuộc thi hài kịch ở Poltava vào ngày 4 tháng 1 năm 1991. Anh nghĩ ra tên nhân vật nhờ kết hợp ngẫu nhiên tên đầu Verka và họ của một bạn học cũ tên Anna Serduk. Sau đó Danylko đã để nhân vật Serduchka có một "người mẹ" (do nữ diễn viên Inna Bilokon thể hiện, cô là bạn thân của Danylko thời đi học).
Sau Verka Serduchka, Danylko sáng tạo thêm các nhân vật khác như sĩ quan cảnh sát, một người lính và một nữ vũ công ba lê. Anh lập ra đoàn kịch mang tên Danylko Theater để đi lưu diễn ở Nga và Ukraina. Năm 2002, Danylko cùng nhóm của anh đi lưu diễn ở các quốc gia thuộc Cộng đồng Quốc gia Độc lập và Baltic với chương trình "I Am a Revolution" trong cả một năm. Một năm sau, anh được trao danh hiệu Nghệ sĩ ưu tú Ukraina ngay sau khi tour hòa nhạc "I Was Born for Love" của Danylko Theater.
Cuối thập niên 1990 và đầu thập niên 2000, Danylko dẫn một talk show có tên gọi "SV-show" ("SV" là viết tắt của tiếng Ukraina: Спальний Вагон, "Spalnyy Vagon", nghĩa là toa ngủ) trên nhiều kênh truyền hình của Ukraina. Năm 2001, Danylko lần đầu xuất hiện ở một vở nhạc kịch được sản xuất trên truyền hình, chủ yếu là các vai phụ nữ hài dựa trên nhân vật Serduchka. Một số tác phẩm trong số này được phát sóng vào đêm giao thưa trên kênh Russia-1.
Ngoại trừ các tiết mục diễn nhạc pop và dance trong vai Serduchka, Danylko cũng thể hiện các tác phẩm nhạc ambient dưới tên thật của mình, gồm album После тебя (Posle tebya: After you) vào năm 2005.

### Eurovision Song Contest 2007

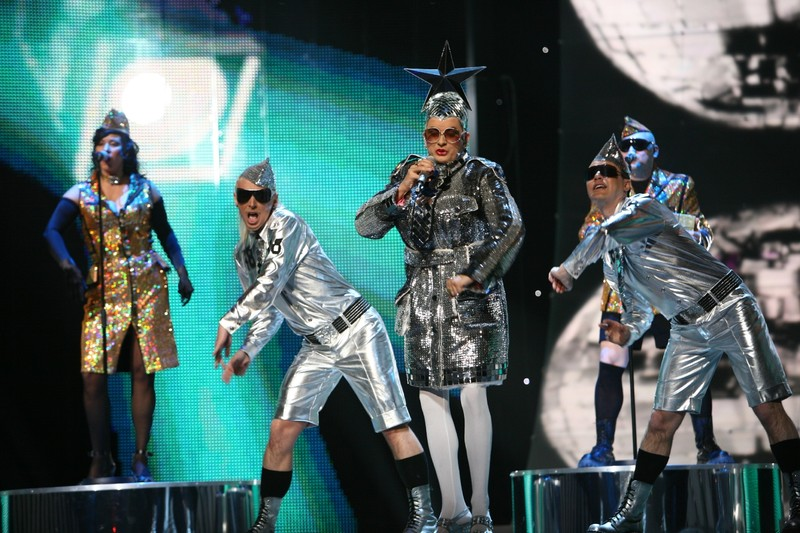
Verka Serduchka cùng ê kíp của mình tại Eurovision Song Contest 2007

Hình tượng Verka Serduchka của Danylko được lựa chọn để đại diện Ukraina dự thi Eurovision Song Contest 2007 ở Helsinki, Phần Lan, với bài hát "Dancing Lasha Tumbai". Một đài phát thanh FM toàn quốc của Ukraina đã tổ chức một cuộc biểu tình vào tháng 2 năm 2007 nhằm thể hiện sự bất mãn với lựa chọn này. Một bộ phận người Ukraina cũng bày tỏ sự không đồng tình, nhận xét nhân vật nữ Verka Serduchka là "lố bịch và thô tục".
Bài hát "Dancing Lasha Tumbai" của Serduchka được hát bằng hai thứ tiếng: tiếng Anh và tiếng Đức. Việc anh phát minh ra hai từ "lasha tumbai" đã gây tranh cãi sau khi kết thúc tiết mục, nhiều người cho rằng cụm từ này có hàm ý tương đồng với "tạm biệt Nga". Ở những lần đầu xuất hiện trước công chúng, Serduchka giải thích rằng "lasha tumbai" là cách diễn đạt trong tiếng Mông Cổ, nghĩa là "kem tươi." Phát ngôn của anh bị một số người Mông Cổ phủ nhận, họ đã chỉ ra cụm từ chính xác trong một lần có mặt trên talk show do Kênh Một của Nga, được phát sóng ngay trước thềm Eurovision Song Contest 2007. Đại sứ Mông Cổ tại Moskva cũng cho biết rằng "lasha tumbai" hoàn toàn vô nghĩa.
Ở trận chung kết, "Dancing Lasha Tumbai" xếp ở vị trí thứ hai với 235 điểm. Đĩa đơn "Dancing Lasha Tumbai" đã đạt vị trí số sáu trên bảng xếp hạng rồi đạt thứ 28 trên UK Singles Chart vào ngày 20 tháng 5 năm 2007. Đây là lần đầu tiên một bài hát không đến từ Anh và không vô địch Eurovision lọt được vào bảng xếp hạng của Anh từ năm 1974.
Sau đó Danylko có cuộc gọi ngắn được ghi trên chương trình tọa đàm The Graham Norton Show của BBC, những bình luận của anh chẳng có một ý nghĩa gì. Có một cuộc gọi khác xuất hiện nhưng kèm theo một phiên dịch là khán giả. Ở cuộc gọi này, anh xuất hiện để nói với khách mời Andrew Lloyd Webber rằng ông ấy là "rác rưởi". Tuy nhiên, trong một buổi phỏng vấn với Andrew Williams của Metro, Danylko lại giải thích rõ ý đồ của anh như sau:
AW: Vì sao anh lại gọi Andrew Lloyd Webber là ‘rác rưởi’ trên The Graham Norton Show?
AD: Có người đã hiểu nhầm Serduchka. Ý tôi là tôi đã xem "Cats: the Musical" trên TV. Nó chán thật đấy. Bạn nên xem một vở nhạc kịch trên khấu. Đừng xem "Cats" trên TV.

Cũng ở buổi phỏng vấn ấy, anh giải thích "lasha tumbai" là cụm từ được chế ra nghe giống cụm từ "sữa lắc" trong tiếng Mông Cổ, tuy nhiên nhiều người Nga lại diễn giải nó là "Tạm biệt nước Nga!".
Năm 2011, một cây viết từ nhật báo Anh The Guardian miêu tả "Dancing Lasha Tumbai" là "bài hát hay nhất không vô địch Eurovision", rồi tiếp tục miêu tả Serduchka là "Christopher Biggins đã được chuẩn bị sẵn".

### Giai đoạn sau của sự nghiệp và đời tư

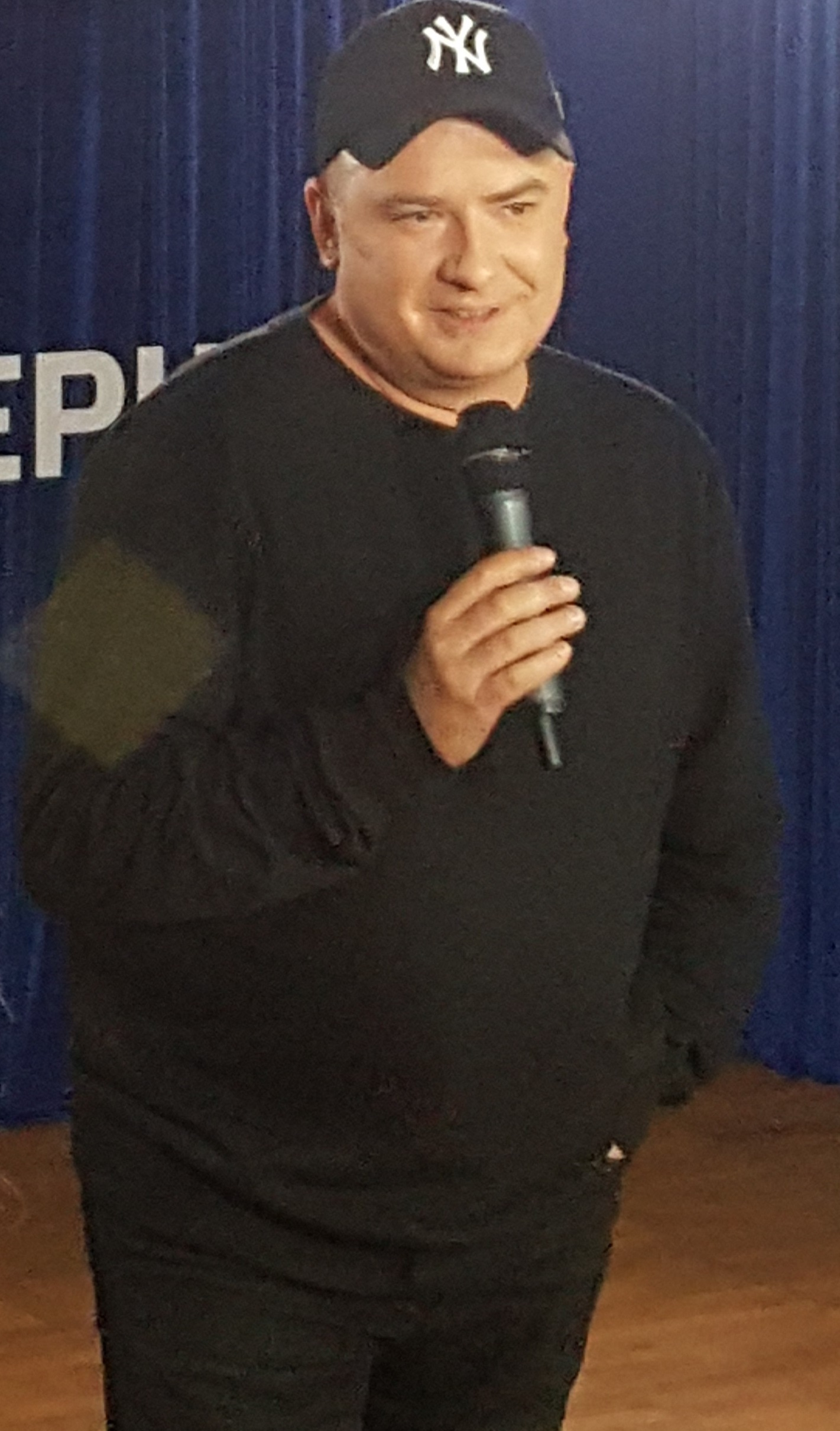
Danylko vào năm 2018

Năm 2007, Danylko thông báo rằng anh sẽ đứng đầu một đảng chính trị mới có tên gọi "For Ours!" ("Vì chúng ta!"), để ra tranh cử ở cuộc bầu cử quốc hội Ukraina, nhưng sau đó anh bác bỏ ý tưởng này. Một cuộc tham dò ý kiến của công chúng vào tháng 7 năm 2007 cho thấy "For Ours! Verka Serduchka" chỉ có tỉ lệ ủng hộ chung là 2%. Serduchka đã định tham dự cuộc tuyển chọn quốc gia của Ukraina để chọn ra thí sinh dự Eurovision Song Contest 2011. Anh mặc định đủ điều kiện vào trận chung kết, song đã rút đề cử vào tháng 10 năm 2010.
Tháng 1 năm 2013, Andriy Danylko đã mua một chiếc xe hơi Rolls-Royce đời 1974 (từng thuộc sở hữu của Freddie Mercury) tại Triển lãm quốc tế Autosport tại Birmingham với ý định quyên tặng nó cho một viện bảo tàng. Ý tưởng này đã đổ bể sau nhiều năm vì chẳng có bảo tàng nào phù hợp để trưng bày một chiếc xe như vậy ở Ukraina. Thỏa thuận được tiến hành qua điện thoại và anh đã trả 75.000 bảng Anh để có được chiếc xe.
Danylko cho biết trong các buổi phỏng vấn rằng anh không có thói đảo trang ngoài những tiết mục trước công chúng, anh chỉ ra khác biệt giữa nhân vật trên sân khấu và đời tư của mình. Anh miễn cưỡng bàn về những chuyện đời tư ngoài việc này, song anh cho biết trong các lần phỏng vấn rằng anh từng trải qua một quan hệ gian nan với một người phụ nữ đã chung sống cùng anh trong tám năm. Tháng 1 năm 2015, những tấm hình chụp Danylko hôn nữ diễn viên Inna Bilokon đã bị một người bạn đăng tải lên mạng.
Danylko xuất hiện với nhân vật Verka Serduchka trong vai khách mời của của bộ phim điện ảnh hành động hài Spy (2015) của Mỹ; phim ra mắt ngày 22 tháng 5 năm 2015 ở thành phố New York và ngày 4 tháng 6 năm 2015 ở Ukraina. Trong cảnh phim lấy bối cảnh ở Paris, tiết mục biểu diễn "Dancing Lasha Tumbai" ngoài trời của Serduchka bị các đặc vụ CIA Susan Cooper (Melissa McCarthy) và Rick Ford (Jason Statham) làm gián đoạn.
Từ năm 2016, Andriy thường xuyên làm giám khảo Vidbir - vòng tuyển chọn cấp quốc gia Ukraina để cử thí sinh dự Eurovision Song Contest. Trong buổi phát sóng Eurovision Song Contest trên truyền hình năm 2016, Serduchka thông báo kết quả từ ban giám khảo Ukraina. Bilokon (trong vai mẹ của Serduchka) đã đi cùng Danylko.
Từ năm 2016 đến 2019, anh là thành viên của ban giám khảo trong chương trình tìm kiếm tài năng X-Factor trên STB. Ở cuộc thi Eurovision Song Contest 2017 tổ chức tại Ukraina, một loạt các video clip ngắn có tên gọi "Verkavision" được sản xuất, thuật lại câu chuyện bên lề hư cấu của một nhân vật nữ (do Verka Serduchka đóng) và hành trình trở thành "ngôi sao" Eurovision của cô. Verka cũng xuất hiện trên sân khấu trong trận chung kết và mở màn cuộc bỏ phiếu trên truyền hình. Tháng 5 năm 2017, Andriy Danylko thông báo anh đã quyết định "chôn" hình ảnh sân khấu của Verka Serduchka. Nam diễn viên chia sẻ anh không còn muốn diễn nhân vật ấy trên sân khấu lớn. Tuy nhiên, Andriy vẫn tiếp tục tích cực làm các buổi hòa nhạc.

## Giải thưởng và ghi nhận
Năm 2003, Danylko được trao danh hiệu Nghệ sĩ Nhân dân Ukraina. Năm 2007, Verka Serduchka nhận giải Barbara Dex nhờ bộ trang phục tệ nhất ở Eurovision Song Contest 2007. Tiết mục biểu diễn bài "Dancing Lasha Tumbai" của Verka Serduchka là một trong tám tiết mục rực rỡ nhất trong lịch sử "Eurovision".
Năm 2016, bộ trang phục biểu diễn của Serduchka tại "Eurovision-2007" đã được đưa vào Bảo tàng ABBA (Stockholm), nơi tổ chức lễ kỷ niệm 60 năm ra đời cuộc thi với cuộc triển lãm tương tác mang tên "Good Evening, Europe!" Năm 2020, bài hát "Dancing Lasha Tumbai" được phát trong bộ phim truyền hình giật gân Killing Eve của BBC America. Ở tập phim "Are You from Pinner?", nhân vật Villanelle nhảy theo bài hát tại một lễ hội thu hoạch trong chuyến ghé thăm vùng quê nông thôn của cô ở Nga. Tháng 8 năm 2022, theo sắc lệnh của Tổng thống Ukraina, Danylko được trao Huân chương Công lao Hạng ba.

## Danh sách đĩa nhạc
Album phòng thu
- Kha-ra-sho! (2003)
- Chita Drita (2003)
- Posle tebya (2005) (phát hành dưới cái tên Danilko: nhạc khí)
- Tralli-Valli (2006)
- Doremi Doredo (2008)

## Danh sách phim

### Người biểu diễn

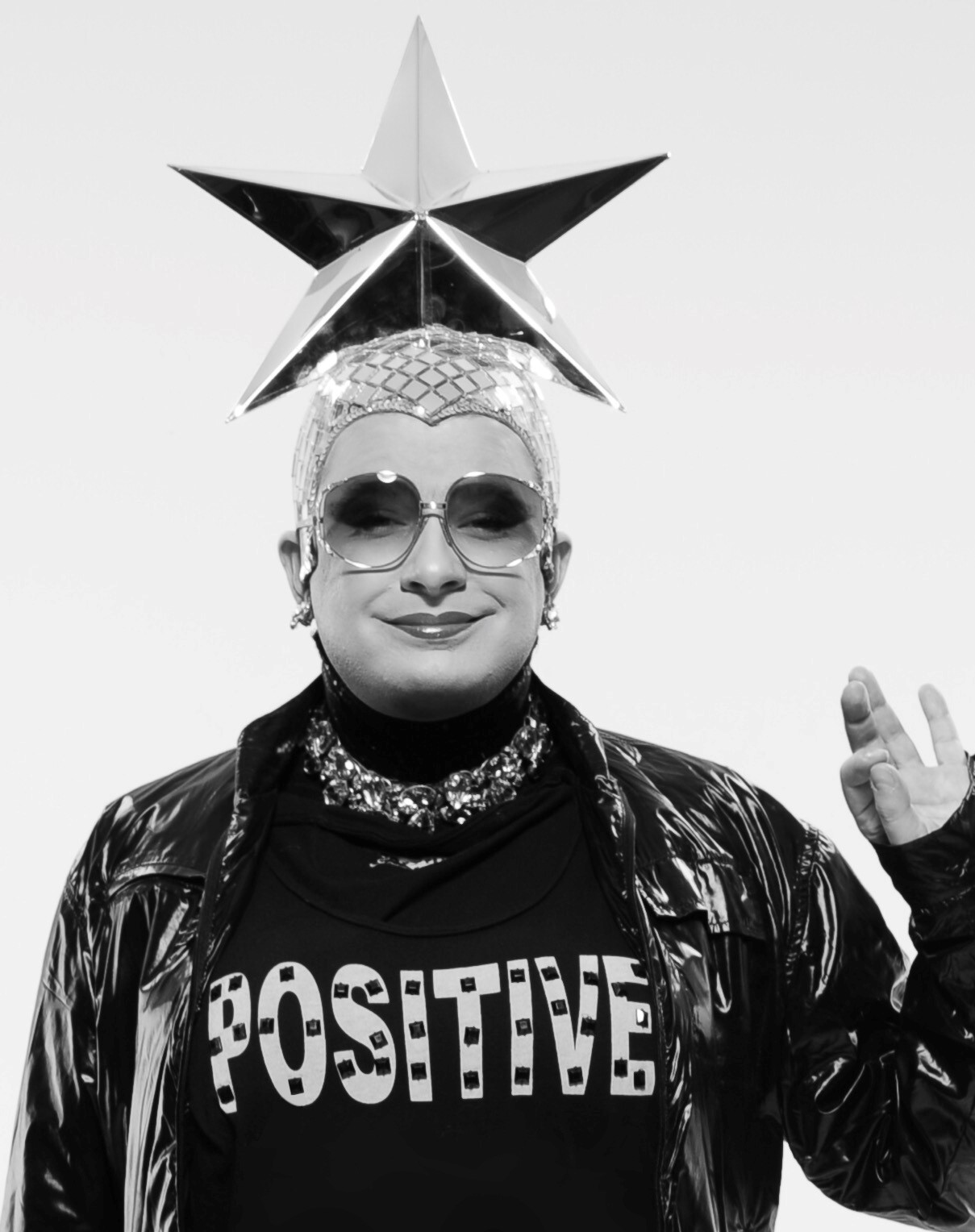
Danylko trong vai Verka Serduchka

- (2001): Vechera na khutore bliz Dikanki, một vở nhạc kịch làm lại từ bản phim điện ảnh cùng tên năm 1961 Danylko thủ diễn "Serduchka - Người buôn rượu lậu của làng" và trình bày bài Horilka.
- (2003): Zolushka (Cinderella): cô chị kế độc ác Brunhilda. Các bài hát được đưa vào phim gồm Ya ne ponyala ("Tôi không hiểu"), được trình bày cùng nhóm nhạc pop ba người VIA Gra.
- (2003): The Crazy Day or The Marriage of Figaro, vở nhạc kịch làm lại vở kịch của Beaumarchais: Cherubino (một nhân vật nữ).
- (2004): The Fair at Sorochyntsi (Sorochinskaya yarmarka), chuyển thể từ câu chuyện của Gogol. Các bài hát đưa vào phim gồm "Ti napivsya yak svinya" ("Bạn say xỉn như lợn vậy") và "Ne kupish lyubov" ("Bạn chẳng thể mua nổi tình yêu đâu").
- (2004): Za dvumya zaytsami ("Truy đuổi hai con thỏ rừng"), vở nhạc kịch làm lại bộ phim năm 1961: vai kép là "Svetlana Markovna" và "Anton the Maniac".
- (2005): "Три мушкетера" ("Ba chàng lính ngự lâm").
- (2006): "The Adventures of Verka Serduchka".
- (2007): "Очень новогоднее кино, или Ночь в музее" ("New Year's Movie; or Night at the Museum").
- (2010): "Морозко" ("Jack Frost").
- (2011): "The New Adventures of Aladdin", có sự tham gia của Oscar Kucera và Ani Lorak: "Thần đèn".
- (2012): "Красная шапочка" ("Cô bé quàng khăn đỏ"): vai tiêu đề.
- (2013): "Три богатыря" ("Ba chiến binh").
- (2015): Spy, vai khách mời Verka Serduchka.

### Nhà soạn nhạc
- (2009): Весельчаки (Veselchaki): tác phẩm hài nói về những người biểu diễn ở một câu lạc bộ drag.